# Черкасов, Борис Иванович
Бори́с Ива́нович Черка́сов (1829—1901) — российский государственный и общественный деятель, первый председатель Московской контрольной палаты, почётный опекун, действительный тайный советник (1886).

## Биография
Родился в слободе Котельва Ахтырского уезда Харьковской губернии (ныне — Полтавская область, Украина) 10 ноября 1829 года[по какому календарю?] в семье отставного офицера, мелкопоместного дворянина (всего 23 души крепостных крестьян) Ивана Алексеевича Черкасова. Кроме Бориса у Ивана Алексеевича и его супруги Екатерины Ефимовны было ещё пять сыновей и две дочери, Борис был вторым ребёнком в семье.
Окончил Императорский Харьковский университет и в июне 1851 года поступил в чине коллежского секретаря на службу в канцелярию Государственного контроля. В качестве чиновника особых поручений он участвовал в ревизии отчётов Санкт-Петербургской городской думы за 1844, 1845 и 1846 годы.
В августе 1856 года «для усиления состава Департамента военных отчетов» на Черкасова была возложена ревизия артиллерийского и инженерного департаментов. Вскоре его деятельность получила положительную оценку: в 1859 году ему было пожаловано единовременное вознаграждение в размере 600 рублей (его полуторагодовое жалованье). В 1861 году он получил орден Св. Станислава 2-й ст. с императорской короной, а в 1863 году — орден Св. Анны 2-й ст.
В 1864 году он был назначен старшим ревизором Департамента военных отчётов и в декабре того же года был откомандирован в Одессу для открытия там контрольной палаты. Но уже 1 января 1865 года он был направлен в Киев «для содействия Казенной палате и местным распоряжением касс».
В январе 1866 года повсеместно в Российской империи стали открываться контрольные палаты и 27 марта 1866 года Б. И. Черкасов получил назначение управляющим Московской контрольной палаты. В этот же день он был награждён орденом Св. Владимира 3-й степени. В 1868 году был произведён в действительные статские советники; в 1870 году получил орден св. Станислава 1-й ст., в 1875 — Св. Анны 1-й ст., в 1877 — Св. Владимира 2-й ст. С 21 февраля 1877 года — генерал-контролёр Дунайской армии.
В январе 1879 года произведён в тайные советники и назначен директором Департамента ревизии морских отчётов. С 1881 года генерал-контролёр Департамента военной и морской отчётности и член Совета  Государственного контроля Российской империи. В мае 1881 года его командировали для обозрения делопроизводства и ревизии Виленской, Гродненской, Варшавской, Подольской и Одесской контрольных палат. По данным «Русского архива», как контролёра армейские чиновники встречали Черкасова враждебно. Так, в одном из городков Болгарии его поселили в квартире, где непосредственно перед ним жил человек, больной оспой; Черкасов заболел и провёл в постели шесть недель.
В 1884 году на него было возложено заведование контрольной экспедицией. Но вследствие «расстроенного здоровья» жены Черкасову было разрешено проживать вне Санкт-Петербурга с сохранением должности. В июне 1886 года по собственной просьбе он был уволен со службы по ведомству государственного контроля. Но продолжал оставаться (с 1884 года), почётным опекуном сначала Санкт-Петербургского, а потом Московского опекунского совета Учреждений императрицы Марии Фёдоровны, председателем которого состоял с 1896 года. Был произведён 18 октября 1886 года в действительные тайные советники. В конце 1880-х — начале 1890-х годах жил в Смоленской губернии, в имениях жены. Во время лечения в 1890-х годах находился в Крыму и в Швейцарии. После увольнения со службы в органах государственного контроля ему была назначена пожизненная пенсия в размере 5000 рублей в год. Кроме того, ему ежегодно выплачивали 2000 рублей в год на аренду жилья. В конце XIX — начале XX веков он снимал квартиру в доме Ушакова, в Трубниковском переулке. За аренду десятикомнатной квартиры он платил ежегодно 2700 рублей.
Был награждён российскими орденами вплоть до ордена Св. Владимира 1-й степени и ордена Св. Александра Невского (1885) с бриллиантовыми знаками пожалованные ему 16 марта 1893 года.
В архивном фонде Российской государственной публичной библиотеки имеется фонд Черкасовых, в котором, в частности, есть рукописные труды Б. И. Черкасова за период 1860–1880-х годов; в их числе рукописи об истории учреждения казенных банков и о введении банковских билетов.
Был женат на вдове поручика Марии Васильевне Барышниковой, урождённой Хрущевой (1838—1892). Своих детей у него не было и он удочерил дочь своей жены от первого брака.
В 1896 году в своём завещании он распорядился назначить премии своего имени для Академии наук за совершенные открытия в области естественных наук.
Умер в Москве 15 (28) февраля 1901 года от «грудной жабы», был похоронен на кладбище Новодевичьего монастыря.

## Комментарии
1. ↑  Мария Васильевна Черкасова состояла в переписке с Иоанном Кронштадтским. Известны как минимум три письма Иоанна Кронштадтского к Марии Васильевне. В завещании, составленном в 1890 году, она, в числе прочего, назначила 10 тысяч рублей «в пользу приюта, устроенного в Кронштадте отцом Иоанном Ильичом Сергиевым» (Кронштадтским). Кроме того, она завещала устроить в своем имении Николо-Погорелое Смоленской губернии приют для «престарелых и неизлечимо больных».